# نجد الاكمة (مذيخرة)

تعديل مصدري - تعديل

نجد الاكمة محلة تابعة لقرية المقروض، التابعة لعزلة حليان بمديرية مذيخرة إحدى مديريات محافظة إب في الجمهورية اليمنية.، بلغ تعداد سكانها 143 حسب تعداد اليمن لعام 2004.